# مؤسسه اخترشناسی رادیویی ماکس پلانک

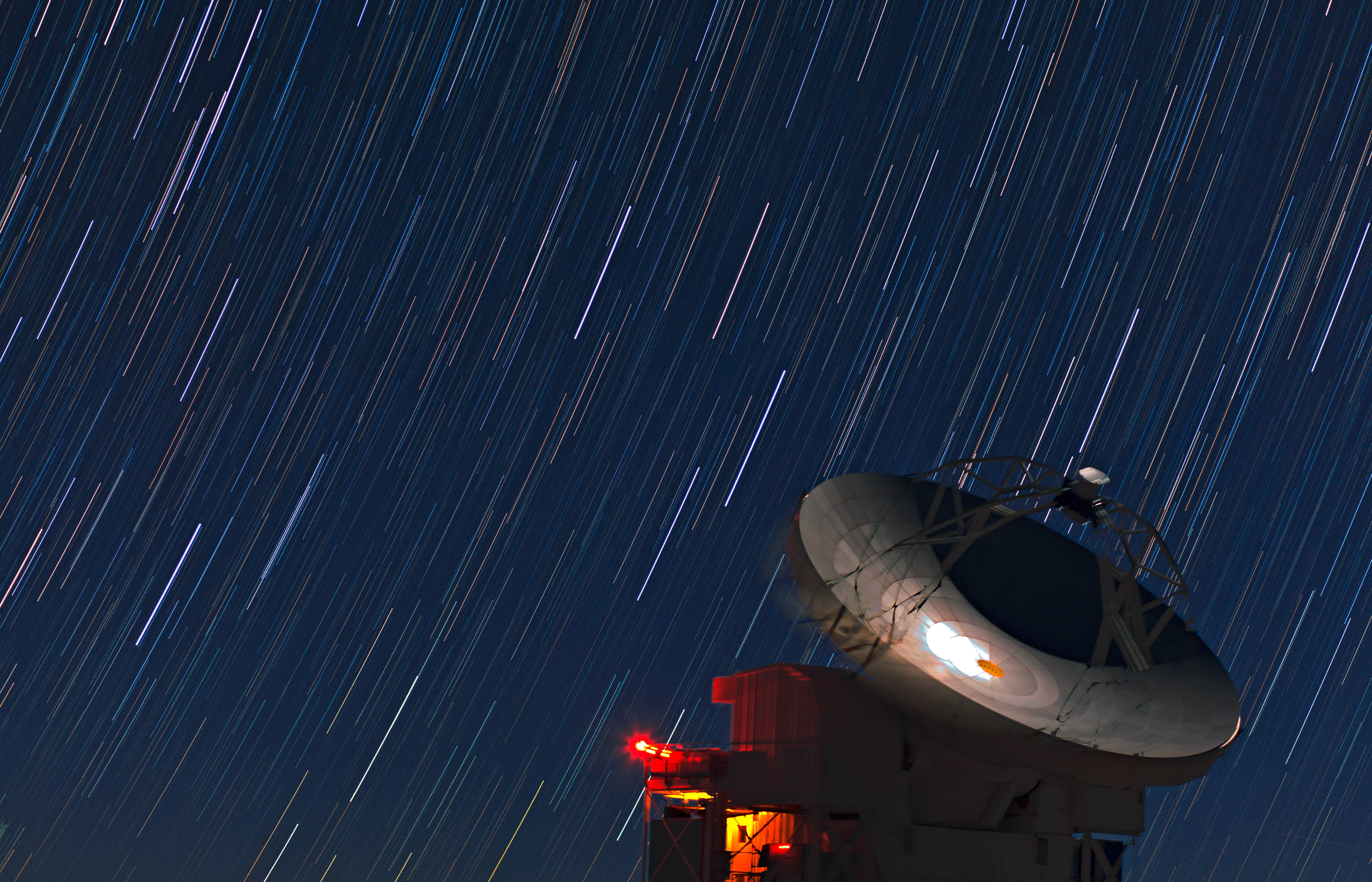
The Atacama Pathfinder Experiment is a collaboration between the Max Planck Institute for Radio Astronomy, the Onsala Space Observatory and ESO.

مؤسسه اخترشناسی رادیویی ماکس پلانک (به آلمانی: Max-Planck-Institut für Radioastronomie) یا (MPIfRA)، در بن، آلمان قرار دارد. این بنیاد یکی از ۸۰ مؤسسه در جامعهٔ ماکس پلانک (آلمانی: Max-Planck-)Gesellschaft) است. ۵۰ ° 43'47.6 "N ۷ ° 4'9.2" E
زمینه‌های اصلی کار این مؤسسه اخترشناسی رادیویی و اخترشناسی فروسرخ است.

## تاریخچه
با ترکیب دانشکدهٔ اخترشناسی رادیویی موجود در دانشگاه بن به رهبری اتو هاچنبرگ با مؤسسه ماکس پلانک جدید، مؤسسه ماکس پلانک برای اخترشناسی رادیویی شکل گرفت. در سال ۱۹۷۲، تلسکوپ رادیویی۱۰۰ متری افلزبرگ در افلزبرگ باز شد. ساختمان مؤسسه در سال‌های ۱۹۸۳ و ۲۰۰۲ گسترش یافت.

## ساختار
این مؤسسه دارای سه گروه اصلی تحقیقاتی است که هر کدام با کارگردان - فیزیک بنیادی (کارگردان مایکل کرامر)، VLBI (کارگردان آنتونی زنجس) و اخترشناسی میلوم (کارل مینت) کار می‌کنند.